# Johan Elvers
Carl Johan Carlsson Elvers, född den 29 september 1866 i Årdala församling, Södermanlands län, död den 22 oktober 1943 i Stockholm, var en svensk tidningsman. Han var far till Ivar Elvers.
Elvers avlade filosofie kandidatexamen vid Uppsala universitet 1888 och juris utriusque kandidatexamen där 1893. Han var riksdagsreferent för Post- och Inrikes Tidningar 1895–1897, amanuens i Överståthållareämbetet 1897–1899, ordinarie medarbetare i Post och Inrikes Tidningars utrikesavdelning 1899–1912 samt ansvarig utgivare och redaktör där 1912–1936. Elvers blev riddare av Vasaorden 1926.